# Gleisy Noguer
Gleisy Vera Noguer Hassen (Cobija, Bolivia; 4 de diciembre de 1996) es una modelo y reina de belleza boliviana, acreedora del título Miss Cobija y Miss Pando 2017, representó a su departamento en el en la 38 edición del Miss Bolivia Universo 2017, en el cual la noche final, ganó la corona del Miss Bolivia Universo 2017, como representante boliviana representará a su país (Bolivia) en el Miss Universo 2017.

## Miss Pando 2017
Gleisy Noguer nació el 4 de diciembre de 1996 en la ciudad de Cobija del Departamento de Pando. Gleisy estudiante Comunicación Social en la Universidad Amazónica de Pando y además trabaja como modelo independiente, a inicio de enero se abría la inscripción del concurso de Miss Pando 2017, la alcaldía del municipio de Cobija la invitó a ser representante de su región del Próximo Miss Pando 2017 "Vale la pena mencionar que la convocatoria para el Miss Pando casi fue declarada desierta el certamen, que estaba previsto para el viernes 28 de abril, fue cancelado y la designación fue directa", y fue coronada de forma designada en como Miss Cobija 2017 y fue así donde empezó a los concursos de belleza.
Al ser única participante inscrita al Miss Pando, razón que la organización del Miss Pando "Promociones Amazónicas" designó a Gleisy como la nueva Miss Pando 2017,  siendo la única representante de Pando para el Miss Bolivia.

## Miss Bolivia Universo 2017
Siendo Miss Pando, participó en el evento más importante de Bolivia el Miss Bolivia Universo 2017, donde compitió con otras 23 señoritas de todo el país contando con una residente en España. 
Títulos previos; a empezar el Miss Bolivia ella se ganó los títulos de Miss Deporte Patra y Mejor Traje Típico, repitiendo la misma hazaña de su compatriota en el 2012, además estuvo en el Top 5 de Miss Elegancia. La noche final del 1 de julio ella resultó como la máxima ganadora coronándose como la nueva Miss Bolivia Universo 2017 dándole el segundo título del Miss Bolivia Universo a su departamento, que después de 62 años Pando gana la máxima corona, la que fue 1955 Consuelo Díaz la Primera Miss Bolivia Universo 2017.

## Miss Universo 2017
Como Miss Bolivia Universo 2017, representó a su país Bolivia en el concurso más importante de nivel mundial el Miss Universo el 26 de noviembre en el The AXIS en el Planet Hollywood Resort & Casino, Las Vegas, Nevada, Estados Unidos. Donde no clasificó al TOP 17 del certamen.